# Asociación de Psicólogas y Psicólogos de Buenos Aires
La Asociación de Psicólogas y Psicólogos de Buenos Aires (APBA) fundada en el año 1962, es la entidad gremial que representa a las personas graduadas en psicología que provienen de distintas universidades de Argentina y que ejercen su profesión en la Ciudad Autónoma de Buenos Aires. Integra la Federación de Psicólogos de la República Argentina (FEPRA), entidad que reúne a las asociaciones y colegios de psicólogos y psicólogas a nivel nacional.La asociación ha sido parte del diseño y elaboración de leyes y políticas públicas en Argentina vinculadas a la salud desde una perspectiva de derechos humanos. El rol de APBA fue central en la sanción de la Ley del Ejercicio Profesional de la Psicología  N.º 23.277 en 1985.

## Historia
La licenciatura en Psicología existe en la Universidad de Buenos Aires desde 1958, en este marco la Asociación de Psicólogos de Buenos Aires (APBA) es fundada en 1962 por los primeros psicólogos egresados y estudiantes avanzados de la Facultad de Filosofía y Letras.    En sus inicios APBA se creó como espacio de referencia gremial y científico que permita validar la especificad de la disciplina en el ámbito laboral y académico de Argentina. La asociación jugó un papel importante en la reapertura de la carrera de Psicología en la Facultad de Filosofía y Letras, y en el sostenimiento de la misma, a partir del 1967, posterior a los efectos que tuvo la Noche de los Bastones Largos en las universidades y en el campo científico de Argentina.  En 1968 se reforma el estatuto de la Asociación de Psicólogos de Buenos Aires (APBA) y se habilitó el ingreso de graduados y graduadas de universidades privadas. 
En 1969 la APBA publica por primera vez la Revista Argentina de Psicología que fue central en el proceso de validación de los psicólogos y psicólogas en el ámbito profesional y en el campo de la salud mental en el país.A su vez, esta revista se constituyó en el principal espacio de debate teórico y clínico vinculado a profundizar en el rol que tendría la psicología y los trabajadores y trabajadoras de la salud mental en los años 70 en el contexto político argentino.
El 8 de agosto de 1978 la presidenta de APBA, Beatriz Perosio, fue detenida y desaparecida por la última dictadura cívico militar en argentina, se la vio con vida por última vez en el Ex Centro Clandestino de Detención El Vesubio.  El 29 de marzo del 2009 en memoria de Beatriz Perosio fue declarado el 8 de agosto como el Día Nacional del Psicólogo y la Psicóloga Víctima del Terrorismo de Estado.

## Publicaciones
- Revista Argentina de Psicología.[15]
- Revista Gaceta Psicológica.[16]